# Биш
Биш (словен. Biš) — поселення в общині Трновська Вас, Подравський регіон‎, Словенія.